# برنتوود (میزوری)
برنتوود (به انگلیسی: Brentwood) یک شهر در ایالات متحده آمریکا است که در شهرستان سنت لوئیس، میزوری واقع شده‌است. برنتوود ۵٫۰۸ کیلومتر مربع مساحت و ۸٬۰۵۵ نفر جمعیت دارد و ۱۴۶ متر بالاتر از سطح دریا قرار دارد.